# 중앙대학교사범대학부속중학교 축구부
중앙대학교사범대학부속중학교 축구부는 서울특별시에 위치한 중앙대학교사범대학부속중학교의 축구부이다.

## 같이 보기
- 중앙대학교사범대학부속중학교